# جون جاردنر
جون جاردنر (بالإنجليزية: John Gardner)‏ (و. 1926 – 2007 م) هو صحفي، وعالم عقيدة، وروائي، وكاتب، وكاتب سيناريو، من المملكة المتحدة، توفي عن عمر يناهز 81 عاماً.

## التعليم
تعلم في كلية سانت جونز.

## الخدمة العسكرية
خدم في البحرية الملكية البريطانية.

## وصلات خارجية
- جون جاردنر على موقع IMDb (الإنجليزية)
- جون جاردنر على موقع قاعدة بيانات الفيلم (الإنجليزية)